# Schmidtiana hugeli
Schmidtiana hugeli är en skalbaggsart som först beskrevs av William Lucas Distant 1881.  Schmidtiana hugeli ingår i släktet Schmidtiana och familjen långhorningar. Inga underarter finns listade i Catalogue of Life.